# Cacatu
Cacatu é um distrito localizado no município brasileiro de Antonina, no estado do Paraná. De acordo com o Instituto Brasileiro de Geografia e Estatística (IBGE), sua população no ano de 2010 era de 1 930 habitantes.
Anteriormente denominada Colônia Cacatu, a localidade é considerada a primeira colônia japonesa do estado do Paraná.